# Cryptotis peregrina
Cryptotis peregrina es una especie de mamífero de la familia de las musarañas (Soricidae), endémica del estado de Oaxaca en México.